# Santa María Yaviche
Santa María Yaviche es una localidad del estado mexicano de Oaxaca, localizada en la Sierra Juárez y en el municipio de Tanetze de Zaragoza del que tiene categoría de agencia municipal, sus habitantes son mayoritariamente hablantes del idioma zapoteco.

## Historia
Desde inicios del siglo XX, Santa María Yaviche tenía el carácter de cabecera del municipio del mismo nombre, categoría que perdió en una fecha posterior al inicio de la Revolución Mexicana y para 1921 había quedado incorporado al municipio entonces denominado de San Juan Tanetze —hoy Tanetze de Zaragoza—, posteriormente pasó a estar integrado al municipio de San Juan Yaeé y hacia finales de la década de 1930 retorno en forma definitiva al municipio de Tanetze de Zaragoza, como permanece hasta la actualidad. El nombre del pueblo fue originariamente Santa María Yaviche, sin embargo entre 1930 y 1942 fue simplificado a quedar únicamente en Yaviche, pero un decreto del Congreso de Oaxaca del 15 de diciembre de 1942 lo restauró a Santa María Yaviche, fecha desde la que ha permanecido sin cambios.
Debido a su aislamiento geográfico y baja densidad poblacional, la comunidad de Santa María Yaviche no tenía ningún tipo de servicio de comunicación telefónica comercial, pues las empresas dedicadas a este servicio consideraba incosteable establecerlo, debido a ello en 2013 la comunidad estableció un servicio de telefonía celular gratuita mediante un sistema proporcionar por la empresa Rhizomatica, que ya lo había implementado con anterioridad en la cercana comunidad de Villa Talea de Castro, convirtiéndose en una importante opción para la comunicación de localidades aisladas.

## Localidad y demografía
Santa María Yaviche se encuentra localizada en las coordenadas geográficas de 17°24′03″N 96°17′41″O / 17.40083, -96.29472 y a una altitud de 1 358 metros sobre el nivel del mar, su entorno es montañoso y accidentado lo que dificulta su comunicación vía terrestre, se encuentra a unos cuatro kilómetros al norte de la cabecera municipal, Tanetze de Zaragoza, con la que une un camino de terracería, por este camino y una sucesión de carreteras estatales y de la Carretera Federal 175 se comunica con la capital del estado, la ciudad de Oaxaca de Juárez, viaje que dura aproximadamente cinco horas.
De acuerdo con los resultados del Censo de Población y Vivienda de 2010 realizado por el Instituto Nacional de Estadística y Geografía, Santa María Yaviche cuenta con un total de 611 habitantes, de los que 299 son hombres y 312 son mujeres.